# Thuidium neocaledonicum
Thuidium neocaledonicum är en bladmossart som beskrevs av Brotherus in Zahlbruckner 1914. Thuidium neocaledonicum ingår i släktet tujamossor, och familjen Thuidiaceae. Inga underarter finns listade i Catalogue of Life.